# Докторская шляпа

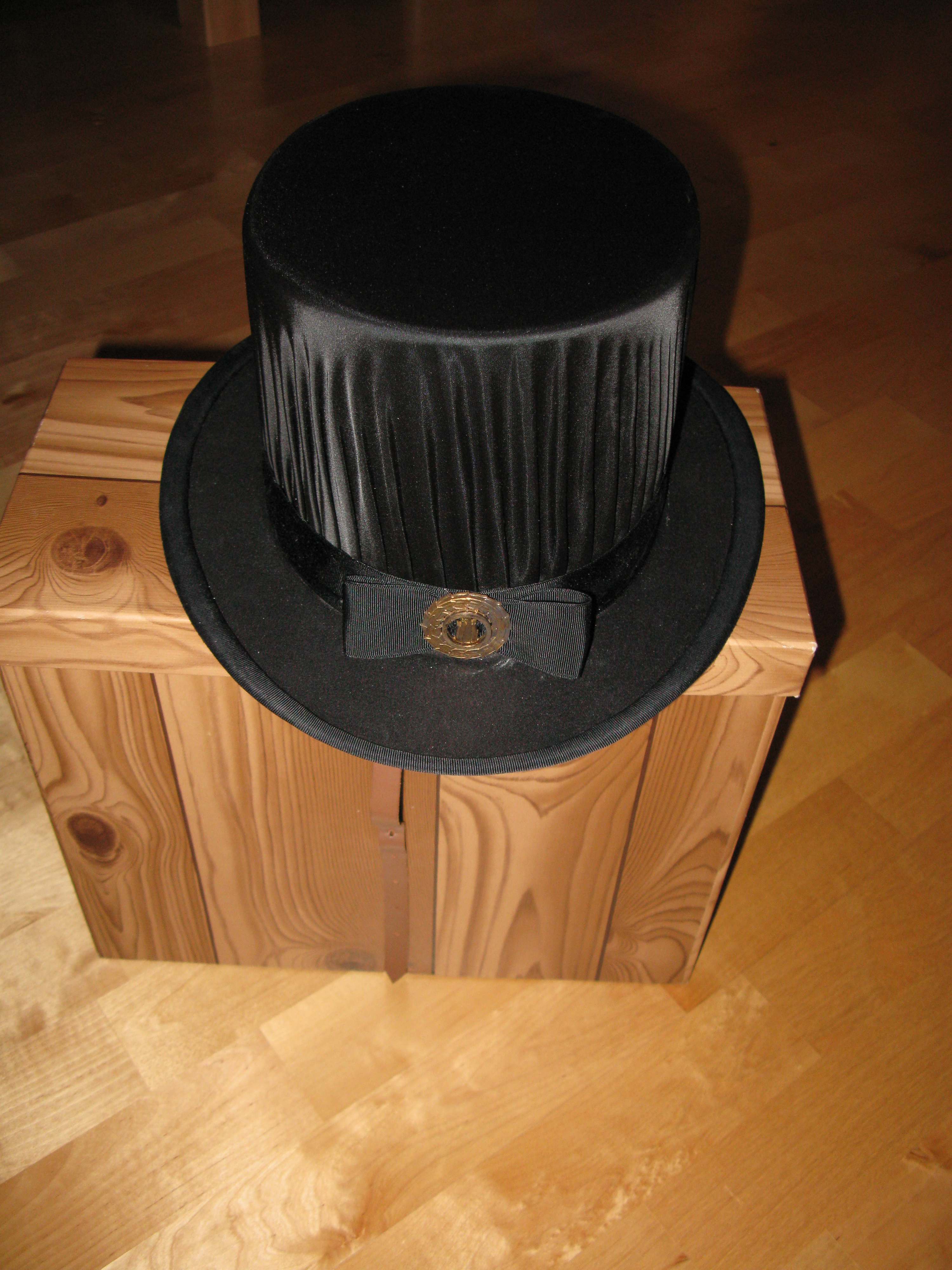
Шляпа доктора технологии, Университет Оулу (на ящике для хранения шляпы).

Докторская шляпа (фин. tohtorinhattu, швед. doktorshatt) — шляпа как один из основных атрибутов академической одежды, вручаемой при присуждении докторской учёной степени в Финляндии и Швеции. 
Докторская шляпа в других западных государствах и странах соответствует квадратной академической шапочке.

## Описание
Докторская шляпа представляет собой цилиндр, как правило, с прямыми полями; загнутые вверх поля характерны только для финской шляпы для докторов науки (технологии). Шляпы изготовляются вручную, поэтому с награждаемого заранее снимают мерку для изготовления шляпы.
Спереди на шляпе закреплена золотистая металлическая эмблема университета или факультета, присуждающего степень. Она прикрепляется к бархатной ленте, опоясывающей цилиндр.
Основной цвет шляпы чёрный, однако некоторые специальности в Финляндии используют другие цвета: синий — для докторов изящных искусств, малиновый — для докторов права, тёмно-зелёный — для докторов медицины и стоматологии, серый — для докторов военной науки, голубой — для докторов музыки, фиолетовый — для докторов теологии. В Швеции докторские шляпы всегда чёрные.
Существуют правила обращения со шляпой: в частности, её нельзя ставить вверх ногами на стол. Для хранения шляпы используется специальный шляпный ящик.
В Финляндии, хотя и не на всех факультетах, наряду со шляпой вручается и докторская шпага длиной 87 сантиметров, которую носят как мужчины, так и женщины. На шпаге бывает выгравировано имя доктора и дата проведения церемонии награждения.

## В массовой культуре
Вручение почётной докторской степени, в том числе надевание докторской шляпы, показано в одной из финальных сцен фильма Ингмара Бергмана «Земляничная поляна» (1957).